# Battaglia di Lexington
La battaglia di Lexington, nota anche come battaglia di Lexington e Concord, venne combattuta il 19 aprile 1775 nella contea di Middlesex, nella Provincia della Massachusetts Bay, ed in particolare nei pressi dei villaggi di Lexington e Concord. Lo scontro vide impegnati un contingente di truppe britanniche, partito da Boston sotto il comando del tenente colonnello Francis Smith e poi rinforzato da un secondo distaccamento guidato dal tenente generale Hugh Percy, ed un gruppo della milizia coloniale, tra cui i minutemen, guidati prima dal capitano John Parker e poi dal brigadier generale William Heath.
La battaglia, conclusasi con la ritirata delle truppe britanniche e la vittoria dei reparti coloniali, segnò l'inizio ufficiale della guerra d'indipendenza americana tra la Gran Bretagna e le Tredici colonie.
Per commemorare questa battaglia è stato istituito il Patriots' Day, giorno di festa celebrato il 3º lunedì di aprile di ogni anno negli Stati federati del Massachusetts, del Maine e del Wisconsin.

## Antefatti

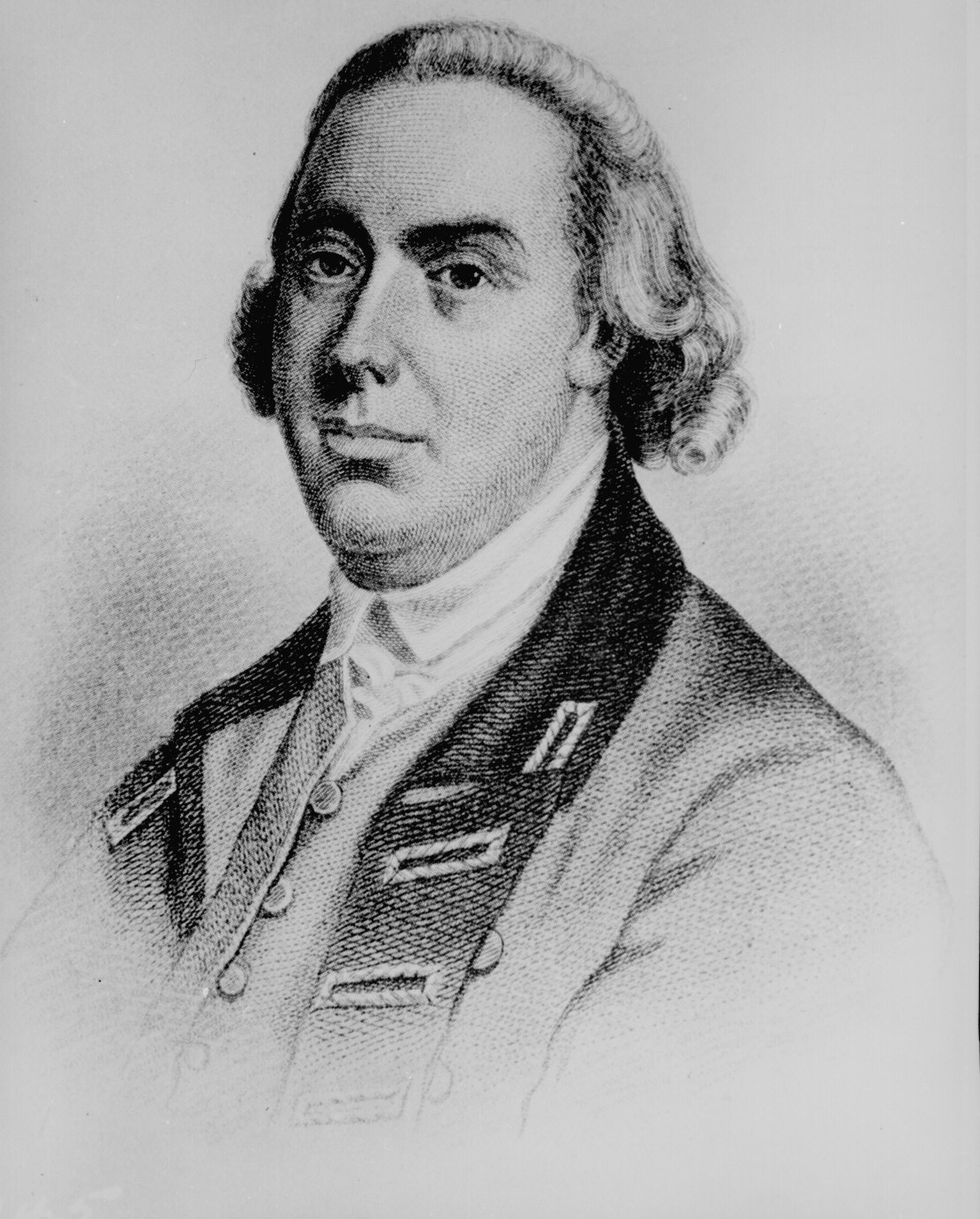
Thomas Gage

L'Esercito britannico aveva già occupato Boston sin dal 1768 e questa guarnigione era stata rinforzata con unità della Royal Navy e dei Royal Marines per attuare gli Intolerable Acts, una punizione verso la città per il Boston Tea Party e altre proteste. Il generale Thomas Gage, il governatore militare del Massachusetts, era al comando di circa 3 000 soldati britannici a guardia della guarnigione, tuttavia non aveva controllo sul resto della Provincia, dove l'attuazione degli Atti incrementò le tensioni tra la maggioranza dei Patrioti e la minoranza Lealista. Il piano di Gage era di evitare un conflitto vero e proprio, eliminando i rifornimenti militari ai coloniali con azioni rapide, segrete e con un numero ridotto di uomini. Questa soluzione portò dapprima ad un successo britannico e in seguito ad una serie di vittorie dei coloniali.
I coloni britannici avevano formato una sorta di milizia già dal XVII secolo, per difendersi dagli attacchi dei nativi americani. Queste piccole unità furono impiegate anche nella guerra franco-indiana, a metà del 1700, ed erano sotto il comando del governatore locale. Quando Gage sciolse il governo provinciale la milizia finì sotto il comando del Congresso Provinciale del Massachusetts, un governo provvisorio fondato dai coloniali, con lo scopo di resistere alla minaccia britannica.

### La pattuglia britannica

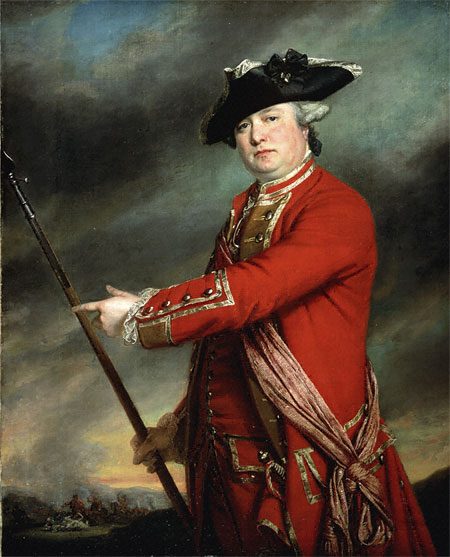
Francis Smith in un ritratto del 1763

Il 14 aprile 1775, Gage ricevette istruzione di disarmare i ribelli, che era noto avessero delle armi nascoste in varie località tra cui Concord, e di catturare i leader della ribellione, in special modo Samuel Adams e John Hancock.
La mattina del 18 aprile, Gage inviò fuori città venti uomini, sotto il comando del maggiore Mitchell, con lo scopo di intercettare i messaggeri dei coloniali. Questa pattuglia tuttavia era differente da quelle precedenti poiché aveva libertà di operare anche dopo il tramonto, indagando su dove si trovassero Adams ed Hancock. La milizia di Lexington, quella sera, si era radunata ore prima di venire a sapere della presenza della pattuglia; al riguardo vi è una storia: dopo il calar della notte un agricoltore, Josiah Nelson, confuse la pattuglia britannica con i coloniali e chiese loro se avessero saputo quando sarebbe arrivata la pattuglia stessa, domanda cui i britannici risposero sfregiandogli il capo con una spada. Tuttavia, questa storia sembrerebbe risalire ad almeno cento anni dopo e ciò fa credere che si tratti più di una sorta di leggenda.
Il tenente colonnello Smith ricevette ordini da Gage di aprire la lettera con le sue istruzioni, solo dopo essere usciti in pattugliamento. Fuori Boston, Smith lesse la lettera scoprendo di doversi dirigere verso Concord dove avrebbe distrutto tutti i magazzini d'armi della milizia. Dovevano inoltre assicurarsi che nessun soldato britannico procurasse danni agli abitanti locali e alle loro proprietà. Gage non diede l'ordine di eseguire eventuali arresti poiché temeva che ciò potesse scatenare delle rivolte.

### I coloniali

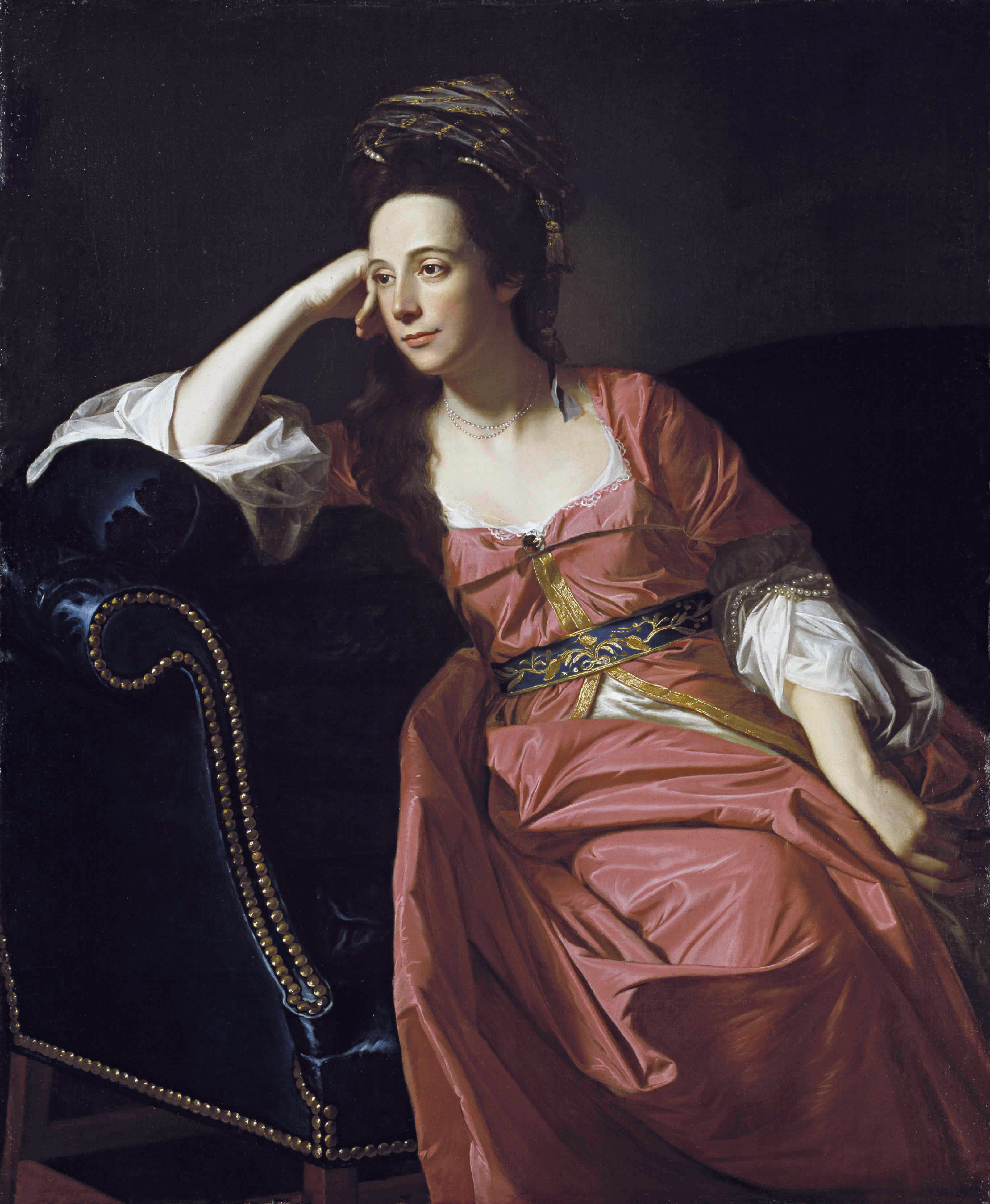
Margaret Kemble Gage, forse una spia dei Patrioti

I leader della ribellione, eccetto Paul Revere e Joseph Warren, avevano già lasciato Boston l'8 aprile. Essi infatti avevano ricevuto conferma degli ordini inviati a Gage dall'Inghilterra ben prima che li ricevesse il generale stesso. Adams ed Hancock si erano quindi rifugiati nella casa di uno dei parenti di Hancock, a Lexington, dove credevano di essere al sicuro dalla cattura.
La milizia del Massachusetts aveva stipato le sue armi, la polvere da sparo e i rifornimenti a Concord e in quantità ancora maggiori, più a ovest a Worcester; i britannici però non erano certi di dove si trovasse questo magazzino e cominciarono ad ispezionare le strade che portavano da Boston a Concord. L'8 aprile, certo delle intenzioni britanniche, Paul Revere si affrettò a raggiungere Concord per avvertire gli abitanti che gli inglesi stavano pianificando una spedizione. La popolazione decise quindi di smantellare il magazzino di armi distribuendone il contenuto nei paesi limitrofi.
I coloniali inoltre erano già informati sulla missione britannica prevista per il 19 aprile, nonostante questa fosse mantenuta segreta anche tra i ranghi inglesi. Si può ragionevolmente pensare, anche se non vi è alcuna prova, che la fonte dei patrioti fosse Margaret Gage, la moglie del generale, nativa del New Jersey, simpatizzante per la causa coloniale e molto amica di Warren.
Tra le 21:00 e le 22:00 del 18 aprile 1775, Joseph Warren riferì a William Dawes e Paul Revere che le truppe britanniche si erano imbarcate da Boston e si stavano dirigendo a Cambridge da dove avrebbero proseguito il loro tragitto a piedi lungo la strada per Lexington e Concord. Le informazioni indicavano che l'obiettivo più probabile delle truppe fosse la cattura di Adams ed Hancock. I tre coloniali tuttavia, non temevano più l'effetto che i britannici avrebbero prodotto arrivando a Concord, poiché le armi non erano più concentrate colà, bensì reputavano che i loro leader a Lexington non fossero ancora ben consci del pericolo incombente. Revere e Dawes presero così la stessa strada ed attraversarono i medesimi paesi che gli inglesi stavano accingendosi a prelustrare, al fine di avvertire i propri miliziani dell'arrivo del nemico.

### Le forze della milizia

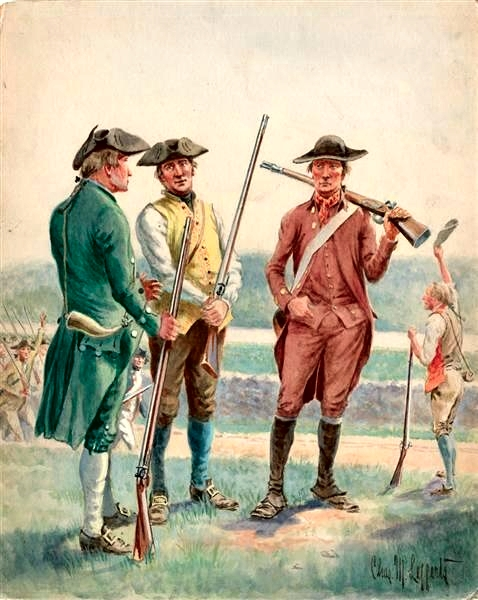
Miliziani del Massachusetts.

Dawes percorse la strada meridionale a cavallo, attraverso l'istmo di Boston e il Great Bridge (Ponte Grandioso), il ponte che collega la città a Cambridge. Prima di partire, Revere diede ordine che da Boston gli venisse inviato un segnale luminoso a Charlestown per sapere se gli inglesi sarebbero giunti via terra o via mare, dopodiché attraversò il fiume Charles con una barca a remi, passando accanto all'HMS Somerset, all'ancora. Riuscì quindi ad approdare a Charlestown sano e salvo e, da lì, riconosciuto il segnale, cavalcò verso Lexington, evitando la pattuglia inglese e avvisando praticamente ogni abitazione lungo la strada. Nel frattempo i coloniali di Charlestown inviarono altri messaggeri verso nord.
Giunti a Lexington, Revere, Dawes, Hancock ed Adams discussero sul da farsi con gli altri miliziani radunatisi nel paese. Essi ritenevano che l'unità partita da Boston fosse troppo numerosa per doversi semplicemente occupare dell'arresto di due uomini e sospettavano che il vero obiettivo fosse l'ingresso a Concord. Furono così inviati dispacci nei paesi vicini mentre Revere e Dawes continuarono il loro cammino verso Concord, accompagnati da Samuel Prescott. Presso Lincoln, incrociarono la pattuglia britannica del maggiore Mitchell che catturò Revere mentre Dawes riuscì a nascondersi nella sua abitazione e Prescott si dileguò sino a raggiungere Concord. Avvisati, i patrioti uomini di Concord inviarono, a loro volta, altri dispacci nelle località circostanti.
La corsa di Revere, Dawes e Prescott innescò un sistema di allarme e raduno della milizia già sviluppato mesi prima. Questo sistema era nient'altro che una versione assai migliorata di una vecchia rete di informazione precedentemente realizzata dalle forze miliziane locali ed afferente ai casi di emergenza. La gestione della rete d'informazione risaliva alle guerre contro gli indiani anche se nella guerra franco-indiana il sistema era poi finito in disuso. Oltre ai messaggi portati a cavallo, furono usate campane, tamburi, armi da fuoco, falò e trombe per comunicare velocemente di paese in paese, radunando così la milizia di almeno una dozzina di paesi del Massachusetts orientale. La comunicazione fu così efficiente che persino a 40 km di distanza da Boston, già si sapeva dell'arrivo della pattuglia inglese benché questa fosse appena sbarcata a Cambridge. Avvisare i miliziani in anticipo fu elemento cruciale per radunare una forza sufficiente atta ad infliggere gravi perdite alle unità inglesi. Tra l'altro Adams ed Hancock poterono così agevolmente rifugiarsi presso quell'agglomerato che oggi è Burlington e in seguito, riparare a Billerica.

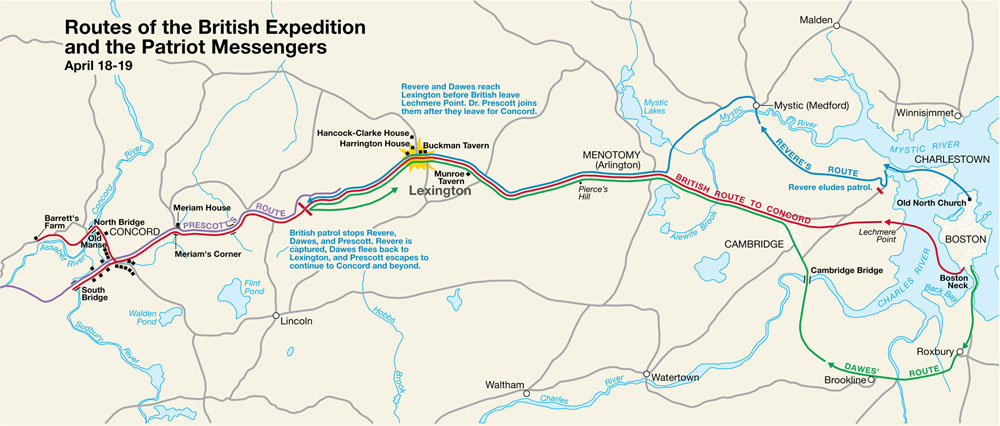
Mappa in cui sono indicate le strade percorse da Revere, Dawes, Prescott e dalla pattuglia britannica

### L'avanzata britannica
Al crepuscolo, il generale Gage si incontrò con i suoi ufficiali, informandoli sugli ordini giunti dalla Gran Bretagna di cominciare ad agire con la forza contro i coloniali. Li informò inoltre che il colonnello più anziano, il tenente colonnello Smith, avrebbe avuto il comando delle operazioni, con il maggiore John Pitcairn come ufficiale esecutivo. L'incontro si concluse verso le 20:30, dopo il quale Lord Percy si mescolò con il popolo presso il parco di Boston Common. Secondo un testimone, la gente mormorava su movimenti insoliti delle truppe in città e quando Percy interrogò un passante, questo rispose che i britannici non avrebbero mai trovato le armi a Concord. Udito ciò, Percy riferì subito a Gage il quale ordinò che venissero fermati tutti i messaggeri in partenza da Boston ma l'ordine arrivò troppo tardi per fermare Revere e Dawes.

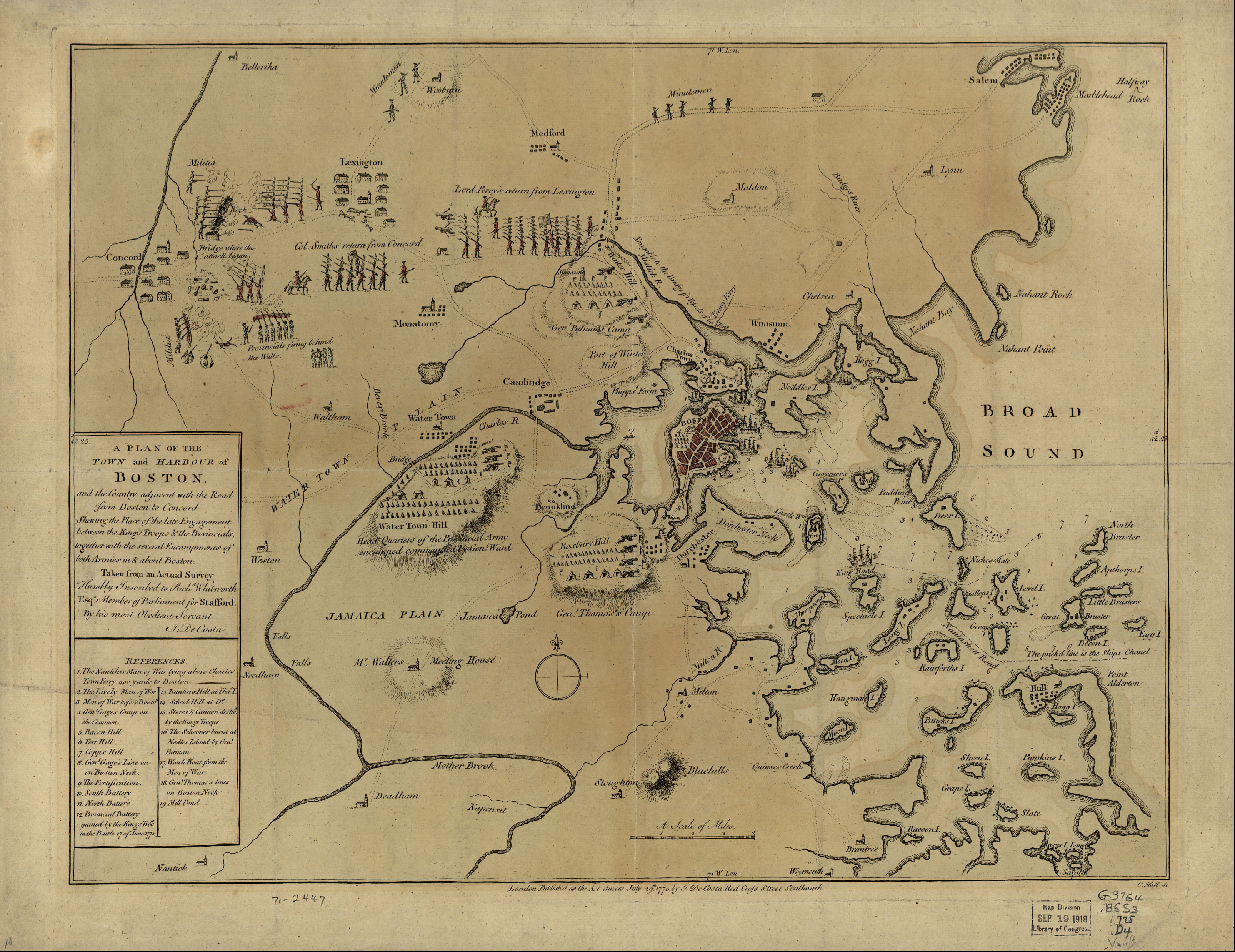
Mappa del 1775 relativa all'assedio di Boston

I soldati britannici, circa 700 fanti, furono spostati dall'11º Reggimento al 13º Reggimento di Gage. Per l'operazione, il maggiore Pitcairn avrebbe comandato dieci compagnie di fanteria leggera d'élite mentre il tenente colonnello Benjamin Bernard avrebbe comandato undici compagnie di granatieri, tutti sotto il comando di Smith.
Delle truppe assegnate alla spedizione, 350 uomini provenivano dal 4º, 5º, 10º, 18º, 23º, 38º, 43º, 47º, 52º, 59º Reggimento Fanti e dal 1º Battaglione della Forza dei Marine di Sua Maestà. A protezione dei granatieri vi erano circa 320 soldati di fanteria leggera di questi reggimenti, escluso il 18º. Ogni compagnia era guidata da un tenente e questi prendevano ordini da dei capitani che erano tuttavia volontari, unitisi all'ultimo minuto. Questa mancanza di coesione tra comandanti e compagnie si rivelerà un problema per le truppe inglesi.
I britannici cominciarono a radunare le loro truppe alle 21:00 del 18 aprile, presso la sponda occidentale di Boston, e furono pronti in circa un'ora. La marcia fu molto disorganizzata: sin dal principio non vi erano imbarcazioni pronte per portare i soldati a Cambridge, i quali dovettero impiegare delle chiatte in un attraversamento del tutto caotico. Giunti a Cambridge, riuscirono ad iniziare la marcia di 27 km alle 02:00 del mattino. Giunti presso Menotomy, gli ufficiali inglesi capirono di aver perso l'effetto sorpresa sentendo gli allarmi dei coloniali che comunicavano di paese in paese. Uno dei soldati annotò sul suo diario:
(Lister, Concord Fight)
Circa alle 03:00 del mattino, il colonnello Smith inviò avanti il maggiore Pitcairn con sei compagnie di fanteria leggera, con l'ordine di marciare velocemente fino a Concord. Un'ora più tardi, Smith prese la giusta decisione, anche se tardiva, di inviare un messaggero a Boston per chiedere rinforzi.

## La battaglia

### Lexington

Vignetta della battaglia di Lexington comparsa poi nelle banconote da venti dollari

Anche se spesso si parla di battaglia, a Lexington si verificò niente di più di una schermaglia. L'avanguardia delle truppe di Pitcairn entrò a Lexington all'alba del 19 aprile 1775, dove circa ottanta miliziani uscirono dalla Taverna Buckman e rimasero in riga ad attendere gli inglesi, mentre tra i quaranta e i cento spettatori rimasero lungo la strada ad osservare. I miliziani erano guidati dal capitano John Parker, un veterano della guerra franco-indiana, ammalato di tubercolosi e con problemi di udito. Di questi uomini, circa un quarto erano imparentati con Parker stesso. Questo gruppo era parte dei miliziani di Lexington, organizzati secondo un sistema ed un addestramento risalente ai Puritani e non erano parte di quelli che furono definiti "Minutemen".
Dopo aver atteso tutta la notte senza vedere traccia degli inglesi e con il timore che le informazioni di Revere non fossero vere, alle 04:15 Parker ebbe la conferma della missione britannica. Thaddeus Bowman, l'ultimo uomo che Parker aveva mandato in ricognizione, riferì che non solo stavano arrivando ma che arrivavano in forze ed erano vicini. Parker sapeva benissimo di non aver speranza contro gli inglesi in un attacco diretto e non era pronto a sacrificare i suoi uomini per niente. Sapeva che le armi e la polvere da sparo a Concord erano state nascoste e non era stata dichiarata alcuna guerra contro gli inglesi; inoltre quegli uomini avevano già effettuato pattuglie di questo genere in passato, senza esiti positivi, ed erano ritornati tranquillamente a Boston.
Parker posizionò la sua compagnia facendo estrema attenzione, ordinando loro di mettersi in formazione da parata, in piedi lungo la strada ma senza bloccarne il cammino. La milizia si esibì quindi in una sorta di parata ma volutamente senza impedire ai britannici di proseguire. Molti anni dopo, uno dei partecipanti ricordò le parole di Parker: "Restate ai vostri posti; non sparate se non vi sparano, ma se intendono avere una guerra, comincerà qui." In base ad una deposizione giurata di Parker, avvenuta dopo la battaglia:
(Deposizione di Isaiah Thomas e Turtellot, p. 23)

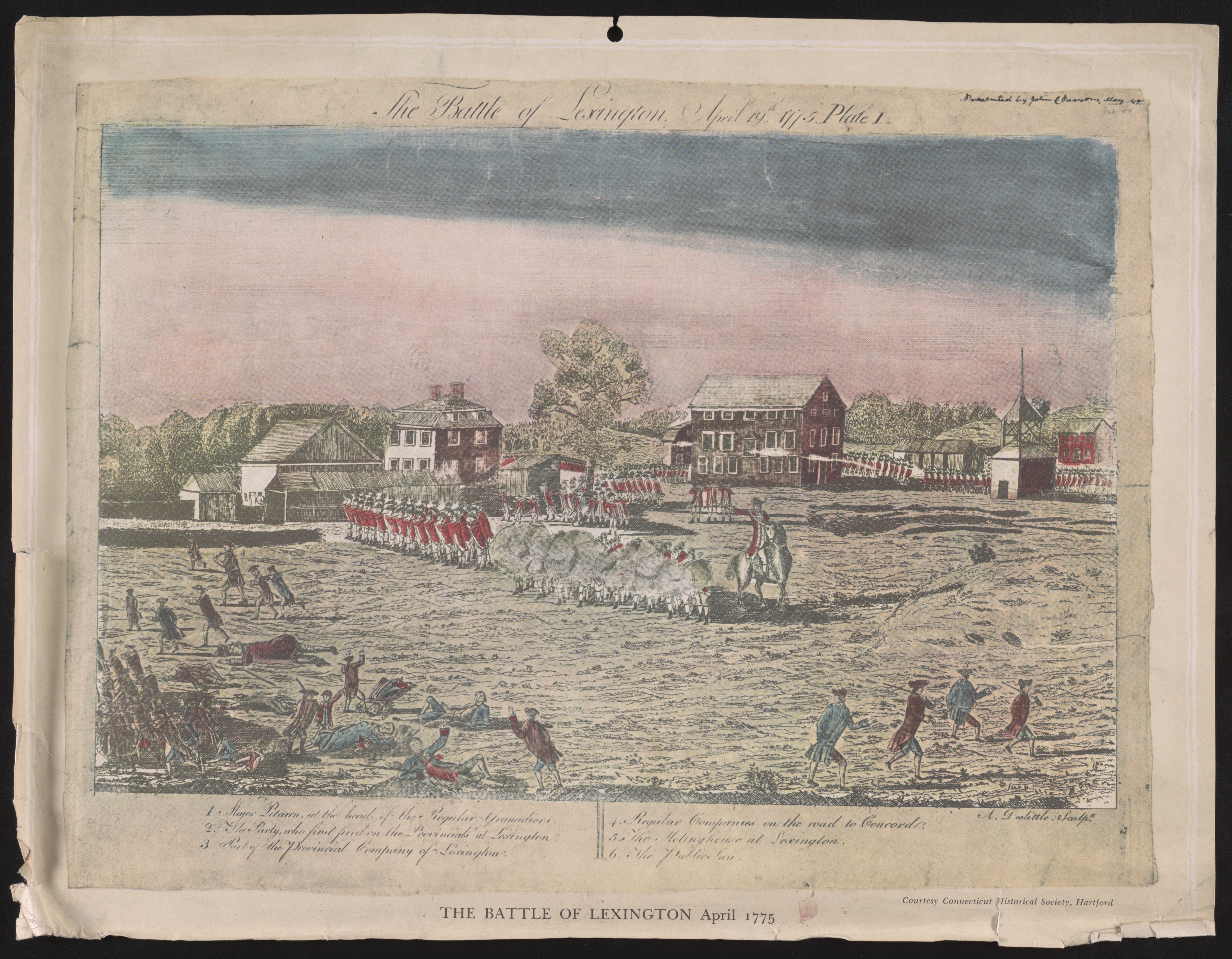
La prima di quattro stampe di Amos Doolittle, 1775. Doolittle visitò il sito della battaglia e intervistò soldati e testimoni. Le stampe contengono elementi controversi e possibili imprecisioni. I miliziani probabilmente spararono ma ciò non è rappresentato nelle stampe.

Mentre si dirigeva verso Concord, il tenente dei Marine Jesse Adair, che era a capo dell'avanguardia, decise da sé di proteggere il fianco delle sue truppe girando a destra lungo la strada e guidò le compagnie attraverso Lexington, in un confuso tentativo di circondare e disarmare la milizia. Gli inglesi attraversarono il paese urlando "Huzzah!" (l'equivalente di "Urrà!") per incoraggiarsi e confondere i miliziani che si erano disposti in una linea da battaglia nella piazza. Il maggiore Pitcairn giunse dalla retroguardia portando le sue tre compagnie a sinistra, all'altezza di dove Adair aveva girato verso destra e lì ordinò di fermarsi. Le rimanenti compagnie del colonnello Smith erano più indietro, verso Boston.

#### Il primo sparo della Rivoluzione
Un ufficiale britannico (forse Pitcairn stesso ma potrebbe trattarsi anche del tenente William Sutherland) giunse in prima linea, con la spada sguainata, ordinando alla milizia di disperdersi e potrebbe aver ordinato "gettate le armi a terra, dannati ribelli!" Il capitano Parker parlò ai suoi uomini invece di disperderli e di tornare a casa, ma a causa della confusione, delle urla tutt'attorno e della debole voce tubercolitica di Parker, molti non lo udirono, alcuni se ne andarono molto lentamente, ma nessuno gettò le armi. Sia Parker che Pitcairn ordinarono ai loro uomini di non sparare ma qualcuno, di schieramento sconosciuto, aprì comunque il fuoco.
(Diario di John Barker)
Secondo uno dei membri della milizia di Parker, nessuno dei coloniali abbassò il proprio moschetto di fronte ai britannici. Gli inglesi non subirono perdite, solo un ferito, particolare corroborato da una deposizione fatta dal caporale John Munroe, della milizia, che affermò:
((EN) Chronology06, su motherbedford.com.)
Alcuni testimoni inglesi affermano che il primo sparo provenisse da uno spettatore coloniale da dietro una siepe o dietro l'angolo di una taverna. Altri parlano di un primo sparo da parte di un ufficiale britannico a cavallo. Entrambe le parti sono tuttavia d'accordo sull'affermare che il primo sparo non provenisse da nessuno degli uomini immediatamente di fronte a loro. Tempo dopo a Lexington, girarono voci secondo cui un uomo di nome Solomon Brown sparò il primo colpo da dentro la taverna o da dietro un muro, tuttavia le voci risultarono infondate. Da entrambe le parti, alcuni affermano che il primo colpo partì dall'altro schieramento; tuttavia, molti altri affermarono di non avere idea di chi abbia sparato per primo. Un'altra teoria ritiene che il primo colpo partì dai britannici, uccidendo Asahel Porter, il loro prigioniero che stava correndo via (gli era stato detto di andarsene camminando ma, preso dal panico, cominciò a correre). Lo storico David H. Fischer ipotizzò che in realtà vi fossero stati più spari, quasi simultanei. Un altro storico, Mark Urban, ritiene che i britannici avanzarono con le baionette pronte, in modo indisciplinato, provocando degli spari da parte della milizia. In risposta le truppe britanniche, senza ordini, spararono una raffica devastante. La mancanza di disciplina ebbe un ruolo chiave nell'escalation di violenza.
Dei testimoni descrissero la scena, parlando di diversi spari a intermittenza da entrambi gli schieramenti, prima che la linea di regolari inglesi cominciasse a sparare raffiche senza aver ricevuto ordine di farlo. Una parte dei miliziani credette inizialmente che gli inglesi sparassero a salve, ma quando realizzarono la verità, alcuni riuscirono a caricare le armi e rispondere al fuoco. Gli altri fuggirono per salvarsi.
(Deposizione di Isaiah Thomas)
I regolari inglesi quindi caricarono con le baionette. Otto miliziani furono uccisi tra cui il cugino di Parker, Jonas Parker e dieci furono feriti; solo un inglese rimase ferito. Le compagnie sotto il comando di Pitcairn andarono oltre gli ordini dei loro ufficiali in parte perché non conoscevano i veri intenti della missione di quel giorno. I soldati spararono in direzioni diverse e si prepararono ad entrare nelle case private. Il colonnello Smith, appena arrivato con il resto dei soldati, udì il fuoco dei moschetti e corse avanti ai granatieri per vedere cosa stesse succedendo. Trovò un soldato addetto ai tamburi e gli ordinò di suonare l'adunata. I granatieri giunsero poco dopo e, una volta ristabilito l'ordine, fu concesso alla fanteria leggera una raffica di vittoria, dopo cui la colonna fu ristabilita e la marcia verso Concord riprese.

### Concord

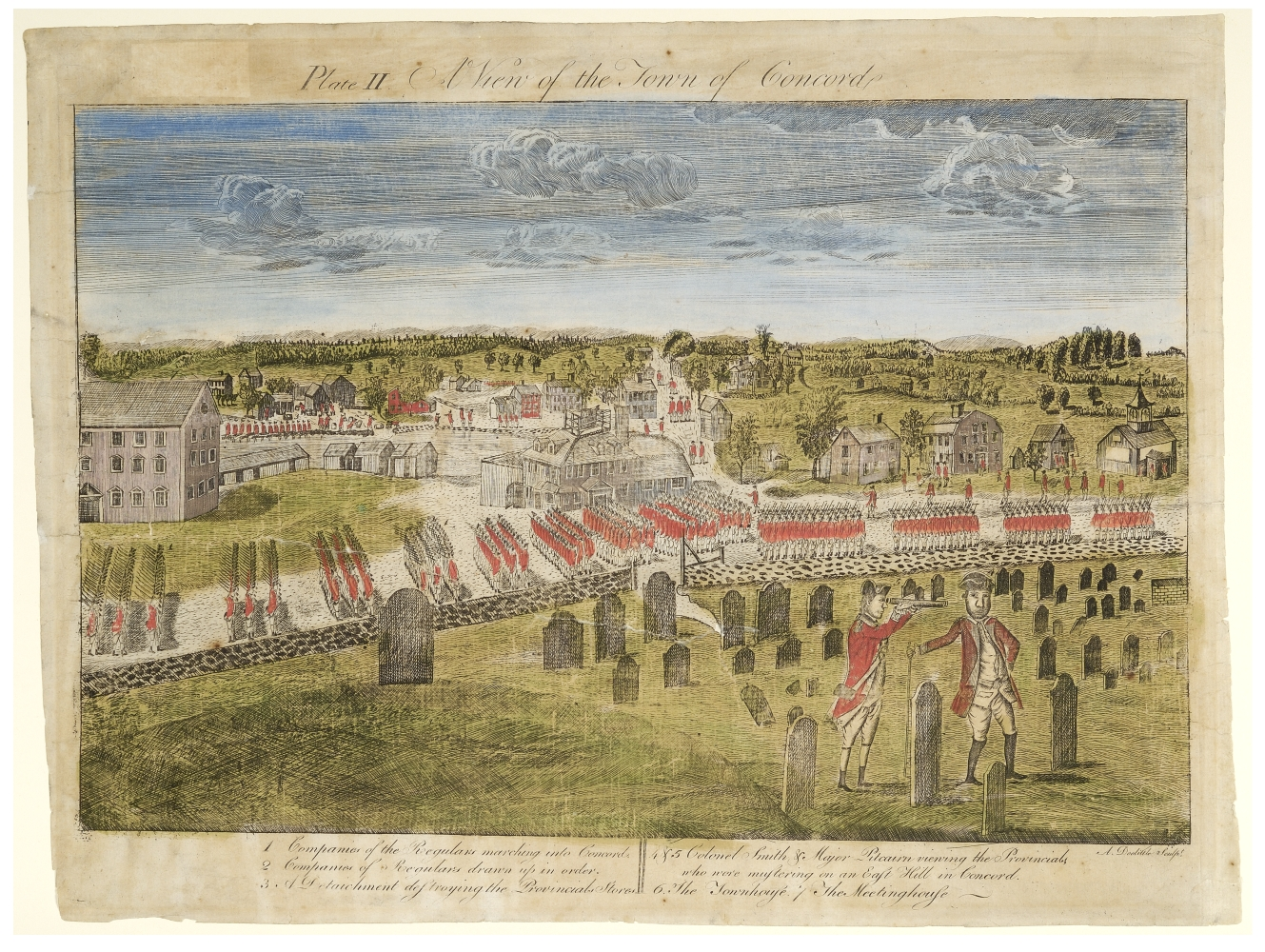
La seconda stampa di Amos Doolittle, rappresentante gli inglesi che entrano a Concord

A Concord, nel frattempo, si erano radunati i miliziani sia di Concord stessa che del paese di Lincoln. Ricevettero ben presto notizie di spari avvenuti a Lexington ma non seppero decidere se ritirarsi e attendere che altri miliziani giungessero dai paesi vicini, restare a difendere Concord o dirigersi verso est ed attaccare gli inglesi da un terreno più elevato e quindi favorevole. Una colonna di miliziani cominciò a marciare verso Lexington per affrontare i britannici, finché non si incrociarono ad appena due chilometri di distanza da Concord. La milizia era composta da 250 uomini e fu costretta a ritirarsi non potendo affrontare 700 soldati inglesi, precedendo i britannici di appena 450 m. Si diressero quindi fino ad un'altura sovrastante il paese e i comandanti cominciarono a discutere su come agire. La cautela prevalse e il colonnello James Barrett, aggirando Concord, guidò i suoi uomini attraverso il North Bridge (Ponte Nord) fino ad una collina circa a un chilometro e mezzo dal paese, da dove i miliziani potevano continuare ad osservare i movimenti delle truppe inglesi e ciò che accadeva nel centro dell'abitato. Questa fase fu propizia per i miliziani, infatti il loro numero continuava a crescere con il sopraggiungere di compagnie di Minutemen dai paesi più a ovest.

#### La ricerca dei rifornimenti della milizia
Quando gli inglesi giunsero a Concord, Smith divise i suoi uomini per eseguire gli ordini che Gage gli aveva dato. Una compagnia di granatieri rese sicuro il South Bridge (Ponte Sud), sotto il comando del capitano Mundy Pole, mentre sette compagnie di fanteria leggera, sotto il comando del capitano Parsons, per un totale di 100 uomini, si impossessò senza combattere del North Bridge, vicino ai miliziani. Il capitano Parsons prese cinque compagnie e si diresse lungo la strada, oltre il ponte, per cercare la Fattoria dei Barrett, dove l'intelligence aveva riferito si trovassero i rifornimenti della milizia. Una compagnia venne lasciata a controllare il ponte e altre due la strada; queste unità erano al comando dell'inesperto capitano Walter Laurie e sapevano di essere oramai inferiori di numero rispetto ai 400 miliziani ormai radunati sul colle vicino. Laurie così inviò un messaggio a Smith chiedendo rinforzi.
Basandosi su informazioni dettagliate provenienti dalle spie lealiste, le compagnie di granatieri cercarono gli edifici in cui dovevano essere nascosti i rifornimenti. Quando giunsero alla Taverna di Ephraim Jones, lungo la strada del South Bridge, trovarono la porta sbarrata e Jones che si rifiutava di aprire. Secondo i rapporti dei lealisti, Pitcairn sapeva che le armi erano state sepolte nella sua proprietà, così con l'arma puntata addosso, Jones fu costretto a indicare agli inglesi dove fossero. I soldati trovarono tre pezzi d'artiglieria in grado di sparare proiettili da circa 11 kg, utili contro le fortificazioni. Gli inglesi danneggiarono i cannoni in modo che non fossero movibili e diedero fuoco a delle casse di munizioni trovate in un altro edificio. Quando anche l'edificio prese fuoco Martha Moluton, una abitante locale, riuscì a convincere i militari a salvare ciò che vi era dentro. Circa cento barili di farina e del cibo nel sale furono estratti interi dall'edificio in fiamme, assieme a 250 kg di palle da moschetto. Durante la ricerca, i soldati britannici furono scrupolosi sul trattamento dei locali, pagando persino per il cibo e le bevande consumate. Questa politica, tuttavia, tornò utile ai locali che poterono confondere le ricerche dei britannici, impedendo loro di trovare molti dei rifornimenti miliziani.
La Fattoria dei Barrett era un arsenale fino a qualche settimana prima ma erano rimaste alcune armi e queste, secondo storie di famiglia, furono velocemente sepolte in solchi nel campo vicino come se fossero piante di un raccolto. Ad ogni modo, gli inglesi non trovarono armi né rifornimenti militari nella fattoria.

#### Il North Bridge

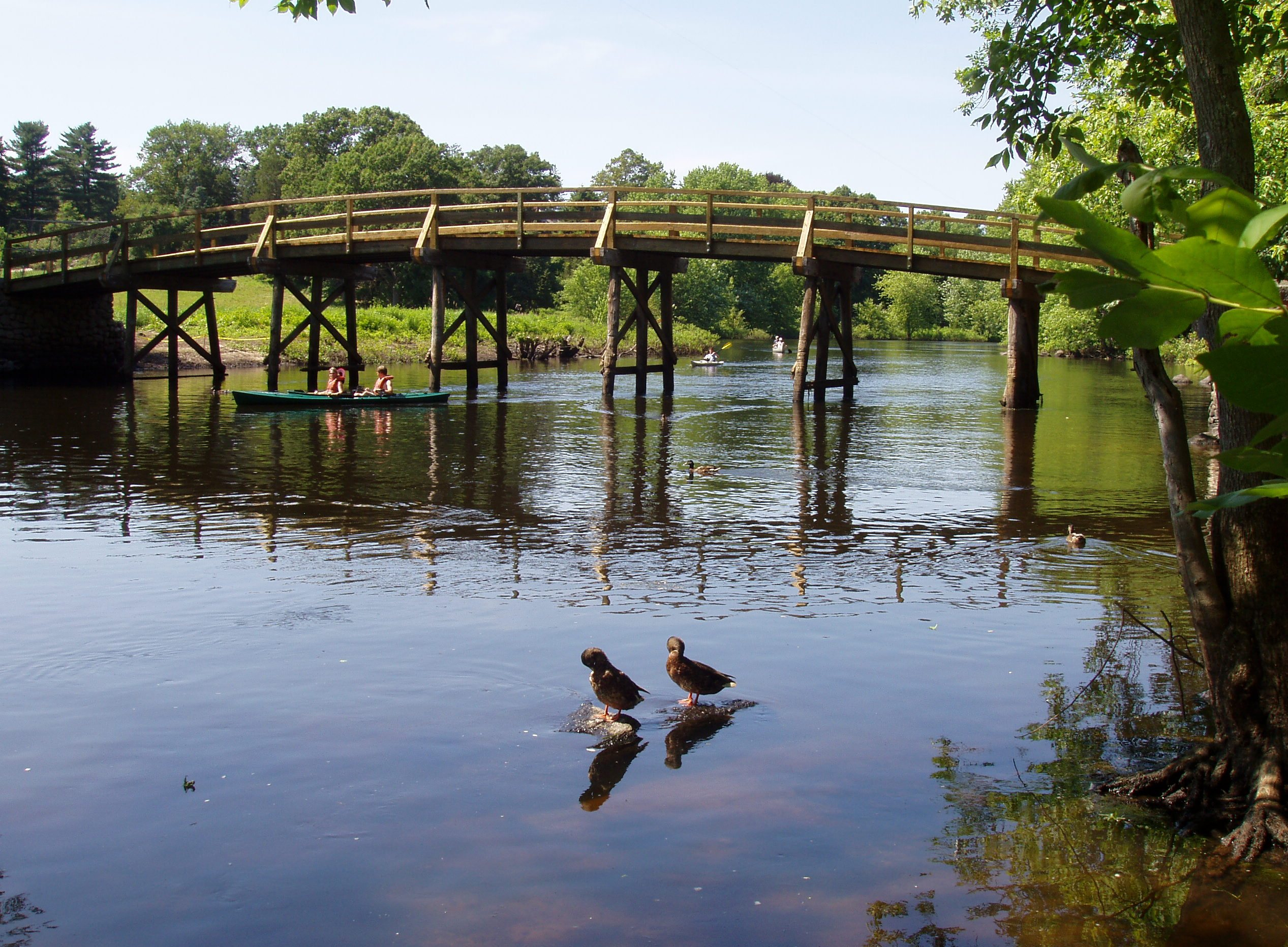
Il North Bridge ricostruito

Le truppe miliziane del colonnello Barrett, vedendo il fumo salire dal centro del paese e vedendo solo pochi inglesi ai piedi della collina, decisero di scendere in pianura ad appena 275 m dal North Bridge. Vedendo i miliziani avanzare le due compagnie a difesa della strada ripiegarono fino al ponte, concedendo la collina e le sue pendici agli uomini di Barrett.
Cinque compagnie di Minutemen e altre cinque di miliziani da Acton, Concord, Bedford e Lincoln, circa quattrocento uomini, scesero la collina diretti verso la fanteria del capitano Laurie, composta da novanta, novantacinque uomini. Barrett ordinò ai suoi uomini di formare due lunghe linee lungo la strada, guidandoli verso il ponte e chiedendo loro un'altra consultazione. Osservando il ponte sempre da un punto rialzato, Barrett, il tenente colonnello Robinson, di Westford, e gli altri capitani discussero su come agire. Il capitano Isaac Davis, di Acton, dichiarò la sua volontà di difendere un paese piuttosto che le loro stesse vite, dicendo: "Non ho paura di andare e non ho uomini che temono di andare."
Barrett ordinò di caricare le armi ma di non aprire il fuoco per primi, ordinando infine di avanzare. Laurie ordinò ai suoi di ripiegare attraverso il ponte vedendo i miliziani avanzare lungo la strada, circondata dall'acqua del fiume Concord. Non avendo ricevuto rinforzi, decise comunque di ordinare ai suoi uomini di formare una "linea di fuoco" perpendicolare alla strada, per bloccare i miliziani. Questa tattica era adatta in una zona urbana e non all'aperto, così i soldati rimasero confusi e si generò il caos.

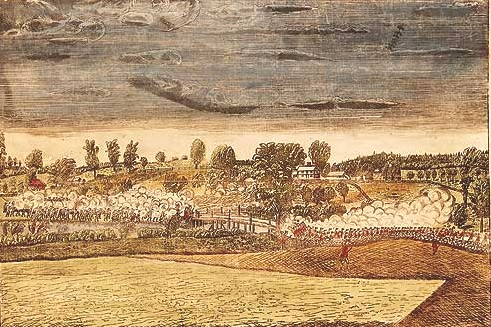
Terza stampa di Amos Doolittle, rappresentante gli scontri al North Bridge

Improvvisamente partì uno sparo e, con certezza grazie alle deposizioni di entrambi gli schieramenti, si sa che ad aprire il fuoco furono i britannici. Fu probabilmente un colpo d'avvertimento sparato da un soldato inglese esausto e impaurito, in base a quanto riferito da Laurie ad un suo comandante dopo la battaglia. Altri due soldati però spararono immediatamente dopo, colpendo l'acqua del fiume, e poi, credendo che l'ordine di sparare fosse stato dato, una raffica intera partì prima che Laurie potesse far cessare il fuoco.
Due dei Minutemen di Acton, primi della linea sul ponte, furono colpiti ed uccisi all'istante. Altri quattro uomini rimasero feriti ma la milizia non si fermò finché il maggiore Buttrick non ordinò loro di farlo e rispondere al fuoco. A questo punto le linee di uomini erano separate solo dal fiume Concord e dal ponte, distanti meno di cinquanta metri. La linea di fronte dei coloniali, limitata dalla strada e bloccata, riuscì comunque a sparare verso i soldati ammassati oltre il ponte. Quattro degli otto ufficiali e sergenti inglesi, che guidavano le truppe dalla prima linea, rimasero feriti e quattro soldati furono uccisi o feriti mortalmente mentre nove rimasero feriti.
I soldati inglesi si ritrovarono in trappola, in inferiorità numerica e non in grado di manovrare. Senza un'effettiva leadership e terrorizzati dal numero di nemici, privi di volontà di combattere e non avendo esperienze di combattimento, abbandonarono i loro feriti fuggendo verso i granatieri in arrivo da Concord, isolando così il capitano Parsons e i suoi uomini impegnati nella ricerca nella Fattoria dei Barrett.

#### Dopo lo scontro

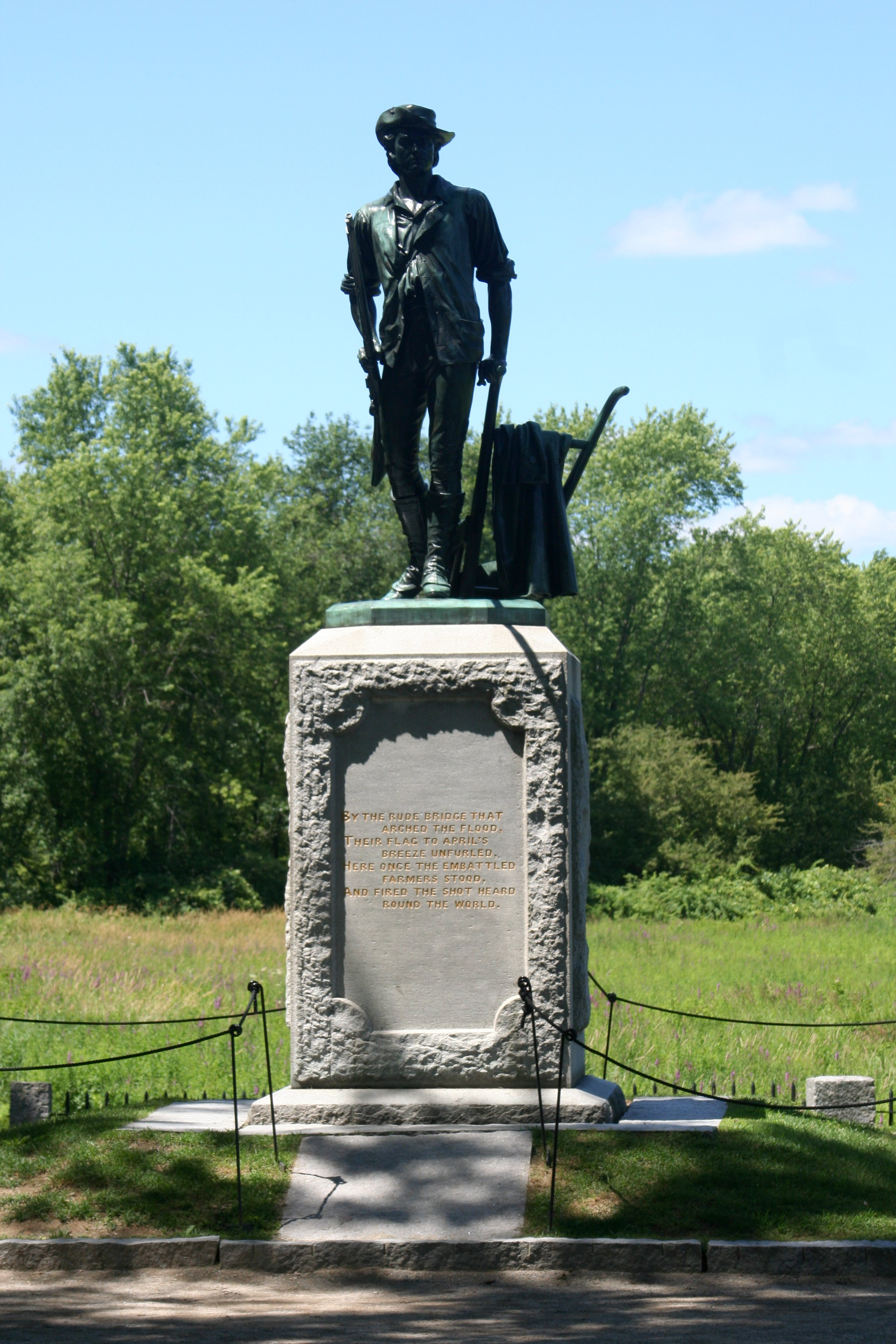
Statua in memoria della battaglia al North Bridge

I coloniali rimasero storditi dal loro successo e si disunirono: alcuni avanzarono, altri ripiegarono e altri ancora tornarono a casa dalle loro famiglie. Il colonnello Barrett tuttavia cominciava a riprendere il controllo dei suoi uomini e inviò alcuni miliziani di nuovo in cima alla collina ed inviò il maggiore Buttrick oltre il ponte per organizzare una difesa dietro ad un muro su di un'altra collina.
Il tenente colonnello Smith udì gli spari provenienti dal ponte poco prima di ricevere la richiesta di rinforzi da parte di Laurie. Rapidamente, raggruppò due compagnie di granatieri per dirigersi al ponte e, mentre erano in marcia, incrociarono i sopravvissuti della fanteria leggera che ripiegavano verso di loro. Avvistati i Minutemen, oltre il muro, Smith fermò i suoi uomini e si avvicinò con i soli ufficiali per osservare i miliziani. I Minutemen ovviamente li videro ed erano consci di poter uccidere tutti gli ufficiali in un colpo solo, tuttavia non avevano ricevuto ordini e gli ufficiali inglesi erano disarmati.
A questo punto, i soldati inviati alla fattoria dei Barrett fecero ritorno, passando per il campo di battaglia sul ponte dove giacevano ancora i loro compagni morti e feriti. I soldati fecero ritorno in paese alle 11:30, sotto l'occhio vigile dei miliziani nelle loro posizioni di difesa. I britannici continuarono a cercare le armi, distrussero quelle che trovarono, pranzarono e lasciarono Concord dopo mezzogiorno. In tutto questo tempo, purtroppo per gli inglesi, i miliziani dei paesi circostanti ebbero il tempo di raggiungere la strada che portava da Concord a Boston.

### La marcia di ritorno

#### Da Concord a Lexington

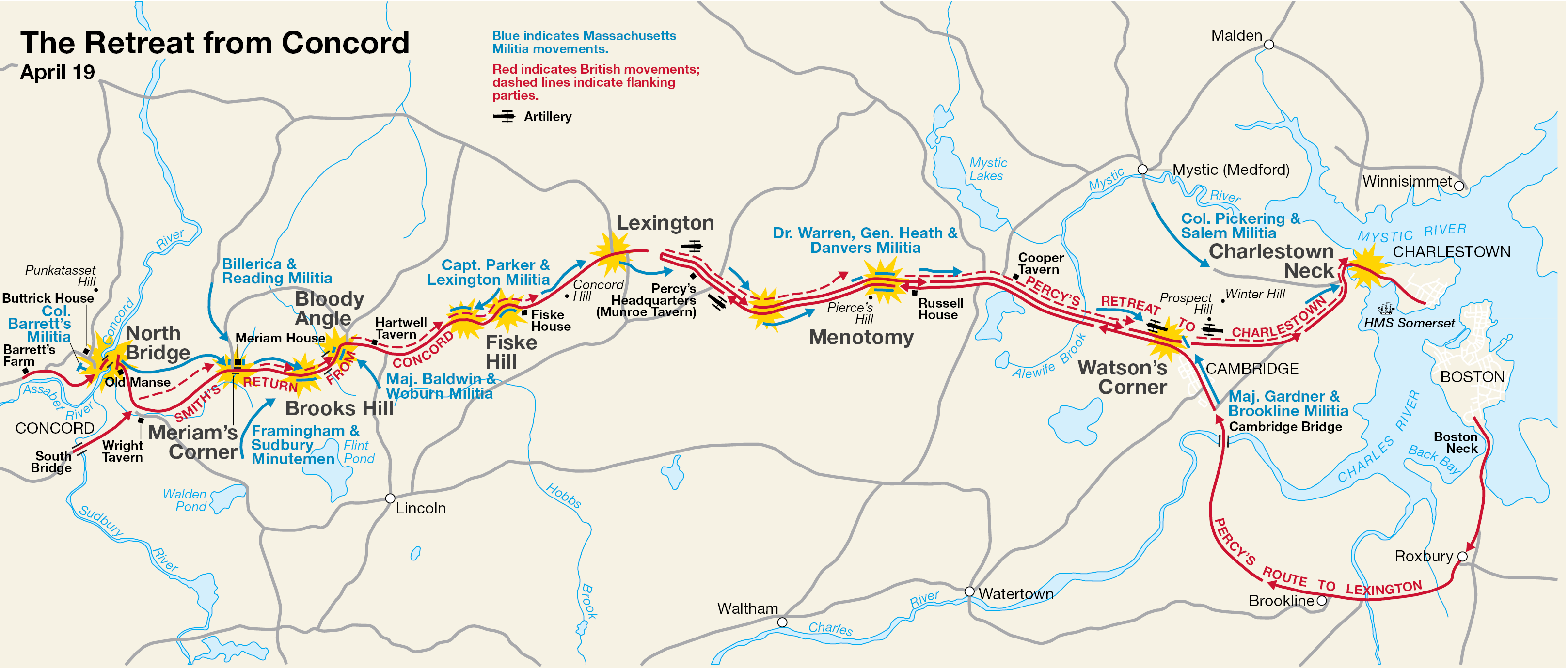
Mappa della marcia di ritorno delle truppe britanniche e dei rinforzi di Percy

Il tenente colonnello Smith, preoccupato per la salvaguardia dei suoi uomini, inviò alcuni di loro lungo un crinale per proteggere le sue forze da circa 1 000 coloniali oramai presenti nella zona. Il pendio terminava presso Meriam's Corner, un incrocio con un piccolo ponte circa a 2 km fuori Concord. Per attraversare il ponte, la colonna di soldati dovette fermarsi, modificare lo schieramento e avanzare in fila per tre. Le compagnie miliziane, giunte da nord e da est, convergettero in quel punto, in un chiaro vantaggio numerico rispetto ai britannici. Quando tutti i soldati ebbero attraversato il ponte, i miliziani provenienti da Reading aprirono il fuoco, richiamando su di loro un'intera raffica inglese per poi sparare nuovamente. Due soldati rimasero uccisi e probabilmente sei feriti, mentre nessun coloniale rimase vittima dello scontro.
Circa 500 miliziani da Chelmsford si erano radunati nei boschi di Brooks Hill, ad un chilometro e mezzo dopo Meriam's Corner. L'avanguardia inglese caricò la collina per disperderli ma questi non si ritirarono, infliggendo pesanti perdite agli attaccanti. Il grosso delle forze di Smith procedettero lungo la strada finché non raggiunsero la Taverna di Brooks, dove si scontrarono con una compagnia di miliziani da Framingham, uccidendone e ferendone molti. Smith fece ritirare i suoi uomini da Brooks Hill e attraversò un altro ponte presso Lincoln.

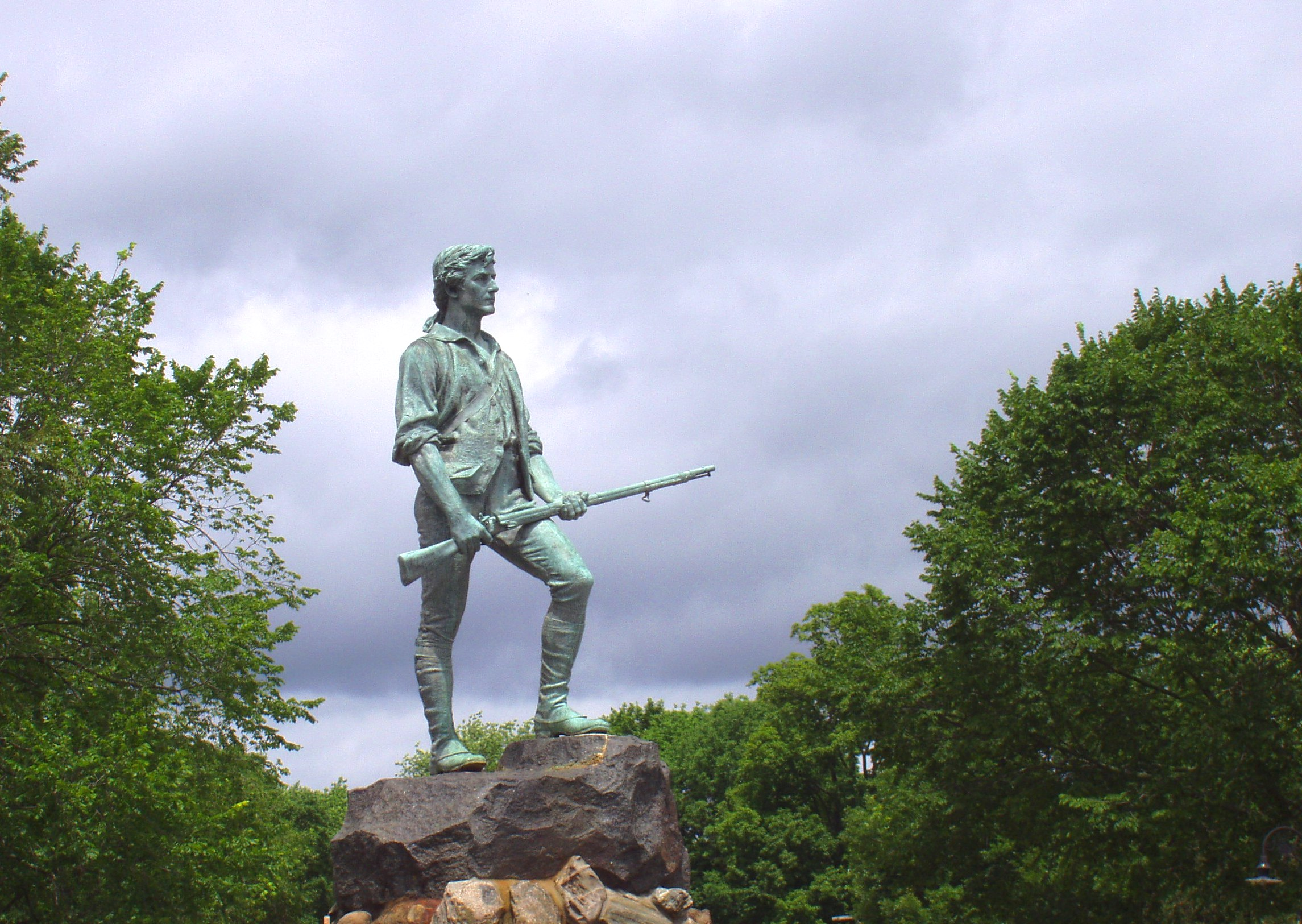
Il Minuteman di Lexington che si dice ritratti il capitano John Parker. Opera di Henry Hudson Kitson, situata a Lexington.

I soldati raggiunsero quindi un punto lungo la strada dove vi era una salita ed una curva che portava ad una zona boscosa. In quest'area, 200 miliziani da Bedford e Lincoln erano posizionati dietro gli alberi e le rocce, pronti per un'imboscata. Altri miliziani li raggiunsero, bloccando gli inglesi in un fuoco incrociato mentre la milizia di Concord giungeva dalla retrovia inglese per attaccare. Trenta soldati e quattro miliziani rimasero uccisi negli scontri. I soldati britannici fuggirono correndo e i miliziani non furono in grado di reggere il loro passo attraverso i boschi e i campi fangosi mentre le forze coloniali che li inseguivano lungo la strada erano troppo disorganizzate per attaccarli.
I miliziani ora potevano contare anche su unità giunte dai paesi occidentali, raggiungendo circa le 2 000 unità. Quando tre compagnie di miliziani attaccarono in un'altra imboscata vicino alla Fattoria di Ephraim Hartwell, o più probabilmente quella di Joseph Mason, uno dei fianchi inglesi riuscì a intrappolare la milizia da dietro e lo stesso accadde vicino al confine tra Lincoln e Lexington. Le vittime britanniche continuarono a crescere a causa di questi scontri e per il fuoco miliziano a lunga distanza, con i soldati esausti e in carenza di munizioni.
A Lexington, il capitano Parker, secondo una sola fonte, attendeva in cima ad una collina con i suoi miliziani, alcuni dei quali fasciati per le ferite del giorno prima. Questi uomini non cominciarono l'imboscata finché il colonnello Smith stesso non fu in vista. Il colonnello era stato ferito alla coscia e tutti i suoi uomini furono fermati dall'imboscata che oggi è nota come la Vendetta di Parker. Dopo l'attacco, il maggiore Pitcairn inviò la fanteria leggera in cima al colle per eliminare i cecchini miliziani.
La fanteria leggera ripulì altre due colline, subendo perdite in alcune imboscate. Alcuni soldati inglesi, stanchi ed assetati, si arresero, altri ruppero le formazioni e fuggirono in una calca. Per arrivare a Lexington mancava solo Concord Hill, dove alcuni ufficiali illesi sguainarono le spade e ordinarono ai militari, forse minacciandoli, di riposizionarsi in buon ordine.
Alle 14:30, nelle tre compagnie d'avanguardia, solo un ufficiale era rimasto illeso e questo meditava se arrendersi con i suoi uomini quando udì delle urla davanti a sé. Un'intera brigata, di circa 1 000 uomini con artiglieria, era giunta in soccorso, sotto il comando di Percy.
Durante questa marcia, i coloniali combatterono dov'era possibile, in larghe formazioni ordinate e usando moschetti per combattimento a corto raggio, attaccando almeno otto volte. Ciò va in contrasto con il noto mito di miliziani che combattevano sparpagliati con fucili a lunga gittata, nascosti tra le rocce. Queste tattiche, anche se sporadicamente usate a Lexington e Concord, si renderanno utili più avanti nel conflitto. Inoltre, secondo i dati storici, nessuno lungo la strada tra Concord e Boston combatté con dei fucili ma solo con moschetti.

#### I soccorsi di Percy
Il generale Gage diede ordine di radunare dei rinforzi a Boston alle 04:00 del mattino. Un'ora dopo l'ordine raggiunse la 1ª Brigata che lasciò Boston alle 08:45, diretta a Lexington. Durante la marcia, gli inglesi intonavano il canto "Yankee Doodle" per schernire i coloniali che vivevano lungo la strada. Dalla battaglia di Bunker Hill, meno di due mesi dopo, la canzone diverrà un anatema popolare per le forze coloniali.

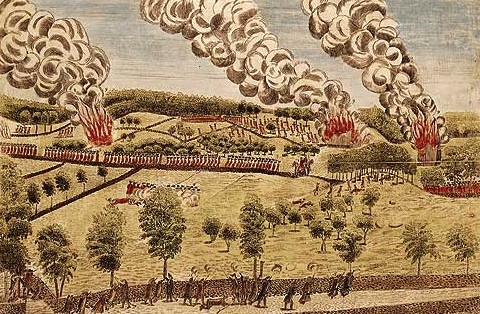
Quarta stampa di Amos Doolittle, raffigurante le forze di Percy a Lexington

Percy guidò i suoi uomini via terra, attraverso il Great Bridge a cui alcuni coloni avevano tolto il fasciame per rallentare i soldati. I britannici poi si rivolsero ad un associato dell'Università di Harvard per sapere quale strada portava a Lexington. L'uomo, il quale probabilmente soffriva di qualche acciacco psichico, indicò loro la strada corretta (fu poi costretto ad abbandonare il paese per aver dato supporto al nemico). Le truppe di Percy arrivarono a Lexington alle ore 14:00 e, mentre posizionavano i cannoni e si dispiegavano in linea, udirono il rumore di spari poco lontano. Gli uomini di Smith ben presto giunsero correndo disperatamente con i miliziani che li seguivano in formazione serrata. Percy ordinò all'artiglieria di aprire il fuoco il più lontano possibile, disperdendo così la milizia. I soldati in ritirata si accasciarono, sfiniti, una volta giunti in salvo.
Per non essere rallentati, Percy ordinò che non venissero portate munizioni extra, così ogni soldato aveva con sé solo 36 cartucce e i cannoni poche palle. Dopo la partenza dei soccorsi, Gage ordinò che partissero due carri di munizioni, difese da un ufficiale e tredici soldati. Il convoglio di munizioni fu intercettato da un gruppo di ex-membri della milizia che non potevano unirsi a queste per raggiunti limiti d'età. Gli ultrasessantenni prepararono un'imboscata e ordinarono ai britannici di arrendersi ma questi ignorarono la richiesta e li caricarono con i loro cavalli. I miliziani aprirono il fuoco, colpendo il cavallo più vicino, uccidendo poi due sergenti e ferendo l'ufficiale in comando. I sopravvissuti fuggirono e sei di loro gettarono le armi in uno stagno prima di arrendersi.

#### Da Lexington a Menotomy

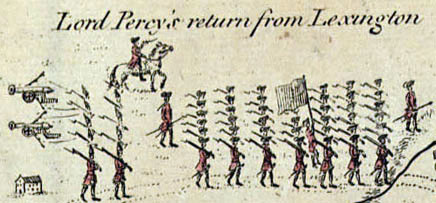
Mappa del 1775, raffigurante la marcia di ritorno di Percy

Percy prese ora il comando dei 1 700 uomini ordinando che venisse dato loro un giaciglio, cibo e acqua e che i feriti venissero curati nel loro quartier generale alla Taverna di Munroe. Dopodiché ripresero la marcia alle ore 15:30, in una formazione che rinforzasse i fianchi e la retroguardia. I soldati feriti furono caricati sui cannoni ma furono costretti a smontare quando i miliziani li attaccarono. Gli uomini di Percy erano spesso circondati ma potevano approfittare di intere linee di fuoco in grado di spostarsi dove fosse necessario mentre i miliziani dovevano girare attorno agli inglesi. Gli uomini di Smith furono posizionati al centro della colonna e, grazie a quanto riferito da Smith stesso e da Pitcairn, Percy ordinò che la retroguardia si girasse ad ogni miglio oppure che un'unità si fermasse per un breve tempo. Sui fianchi della strada furono posizionate intere compagnie di fanti mentre in avanscoperta fu mandata un'unità di Marine.
Durante la pausa a Lexington, il generale William Heath giunse sul campo di battaglia e prese il comando della milizia. Quel mattino, aveva viaggiato prima verso Watertown per discutere le tattiche con Joseph Warren, che aveva lasciato Boston sempre quella mattina, e altri membri del Massachusetts Committee of Safety (Comitato di Sicurezza del Massachusetts). Heath e Warren reagirono all'artiglieria di Percy e le compagnie ai fianchi, ordinando ai miliziani di evitare le formazioni chiuse. I coloniali quindi circondarono le forze di Percy, che marciavano in formazioni a quadrati, con una manovra a tenaglia e con azioni di schermaglia ad una distanza in grado di infliggere il massimo delle perdite con il minimo di rischi.
Un gruppo di miliziani a cavallo si avvicinò ai soldati inglesi, i cavalieri smontarono, spararono ai militari e poi rimontarono a cavallo per allontanarsi e ripetere la tattica. Altri miliziani appiedati cercarono di sparare da lunga distanza ma i moschetti usati da entrambi gli schieramenti avevano una portata efficace di una cinquantina di metri. Altri ancora si avvicinavano per sparare ai lati della colonna, finché questa non usciva dalla portata, dopodiché aggiravano il nemico per ripetere tutto da capo. Nel frattempo, Heath inviò messaggeri per intercettare i miliziani in arrivo e dirigerli nel posto indicato lungo la strada, dove sarebbero passati gli inglesi. Heath stesso e Warren non presero parte agli scontri ma probabilmente la loro leadership strategica ebbe un ruolo fondamentale nel successo di queste tattiche. Il comandante Percy scrisse sulle tattiche coloniali: "I ribelli ci attaccarono in un modo molto irregolare e sparso, con perseveranza e risolutezza, né ebbero mai il coraggio di formare un corpo regolare. Infatti, sapevano fin troppo bene quello che era corretto fare, e fecero così. Chiunque li abbia visti come plebaglia irregolare, si trova molto in errore."

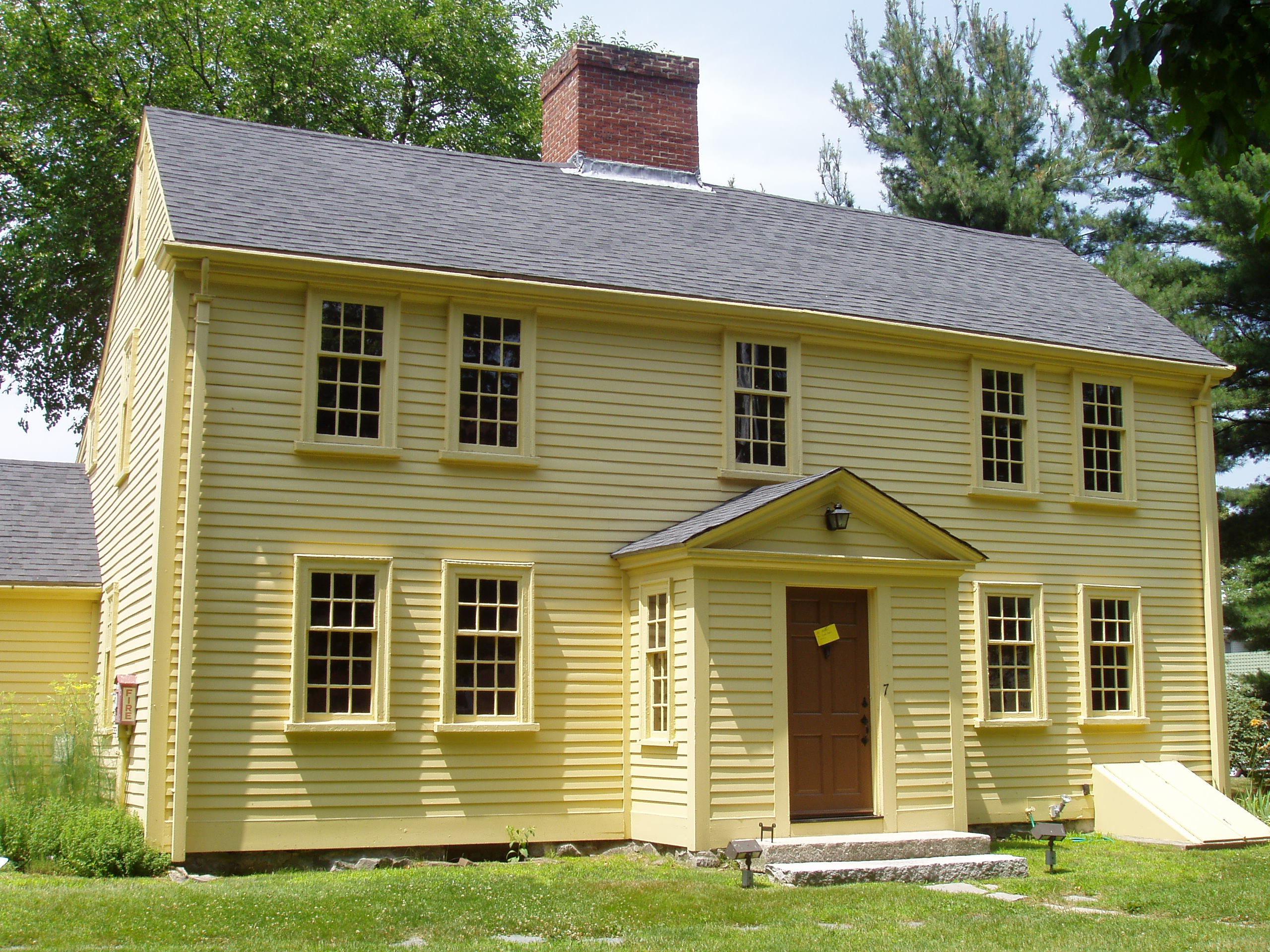
La Jason Russell House, ad Arlington

I combattimenti divennero più intensi tra Lexington e Menotomy. Miliziani appena giunti si unirono alla battaglia e persino gli abitanti locali cominciarono a combattere per le loro proprietà. Alcune case furono usate come posizioni di tiro, trasformando la schermaglia in una battaglia casa per casa. Jason Russell supplicò i suoi amici di combattere accanto a lui per difendere la sua casa, affermando che "la casa di ogni inglese è il suo castello." Russell quindi combatté e morì sulla porta di casa. I suoi amici, in base a quale testimonianza si vuole credere, si nascosero in cantina o combatterono fino alla morte. La Jason Russell House (Casa di Jason Russell) è ancor'oggi intatta e vi si possono vedere i fori dei proiettili. Un gruppo di miliziani pronti per un'imboscata furono sorpresi dal fianco e nove di loro morirono, alcuni dei quali si presume siano stati uccisi dopo essersi arresi.
Percy perse il controllo dei suoi uomini e questi cominciarono a compiere atrocità per vendicare tutti i loro compagni. In base alle parole di Pitcairn e di altri ufficiali sotto il comando di Smith, Percy venne a sapere che i miliziani sfruttavano muretti, alberi ed edifici per nascondersi e sparare contro gli inglesi. Ordinò quindi ai suoi uomini di assaltare tutte le abitazioni usate dai miliziani e di respingerli via.
Molti dei giovani ufficiali inglesi ebbero delle difficoltà ad impedire ai loro furibondi ed esausti uomini di uccidere chiunque trovassero negli edifici: due ubriachi, che si rifiutarono di nascondersi in una taverna a Menotomy, furono uccisi solo perché sospettati di essere coinvolti negli eventi di quei giorni. Anche se molti dei saccheggi e degli incendi di cui parlarono poi i locali sono solo esagerazioni a fini propagandistici, vi è invece la certezza che le taverne lungo la strada furono saccheggiate e furono rubati in particolare i liquori. Dell'argento fu rubato in una chiesa ma venne recuperato dopo che fu venduto a Boston. Un anziano di Menotomy, Samuel Whittemore, uccise tre soldati prima di essere ferito, riuscì poi a guarire dalle ferite e morì nel 1793, all'età di 98 anni. In tutto, i coloniali persero 25 uomini e 9 furono feriti; i britannici persero 40 uomini e 80 furono feriti.

#### Da Menotomy a Charlestown
I britannici riuscirono a raggiungere ed attraversare il fiume Menotomy, oggigiorno a Cambridge, ma gli scontri divennero ancora più intensi. Dei nuovi miliziani giunsero in formazione, e non in modalità sparsa, divenendo un bersaglio migliore per gli inglesi e l'artiglieria che inflissero loro molte vittime, in special modo presso l'incrocio chiamato Watson's Crossroad.
All'alba, Heath aveva ordinato che il Great Bridge fosse smantellato. La brigata di Percy era ormai giunta sul luogo, dove erano appostata una fila di miliziani, quando Percy ordinò che le truppe cambiasse rotta, attraverso una stretta strada, diretti verso Charlestown. I circa 4 000 miliziani rimasero sorpresi, così una parte di questi si diresse ad occupare Prospect Hill, oggi presso Somerville, un pendio che dominava la strada ma Percy ordinò che l'artiglieria sparasse su di loro, riuscendo a disperderli.
Una vasta unità di miliziani giunse nel frattempo da Salem e da Marblehead. Quest'unità avrebbe potuto tagliare la strada agli inglesi prima di Charlestown, tuttavia si fermarono presso la collina Winter Hill, permettendo ai britannici di fuggire. Alcuni accusarono Timothy Pickering, comandante dell'unità miliziana, di aver permesso ai soldati di fuggire poiché riteneva di poter evitare una guerra impedendo la distruzione totale della pattuglia. Pickering stesso, in seguito, disse di essersi fermato per ordine di Heath, ma Heath lo negò. Era quasi buio quando i Marine di Pitcairn respinsero un attacco finale sulla retroguardia degli uomini di Percy, poco lontano da Charlestown. Alcuni di questi soldati non dormivano da due giorni ed avevano marciato per 65 km in ventuno ore, otto delle quali passate sotto il fuoco nemico. Ora però controllavano un territorio rialzato protetto dal fuoco pesante dell'HMS Somerset. Gage rapidamente inviò sul campo due compagnie fresche per occupare Charlestown e per fortificare la cittadina. Anche se già iniziate, le fortificazioni non erano mai state completate e saranno in seguito un punto di partenza per la milizia, due mesi dopo, prima della battaglia di Bunker Hill. Infine il generale Heath, studiata la posizione dell'esercito britannico, decise di ritirare i miliziani da Cambridge.

## Conseguenze
Al mattino, Boston venne circondata e cominciò l'assedio della città, da parte di un esercito di miliziani che contava più di 15 000 uomini, giunti da tutto il New England. Dopo la battaglia di Concord, la voce dello spargimento di sangue si sparse rapidamente ed ebbe inizio la guerra. L'esercito di miliziani continuò a crescere poiché le colonie circostanti inviarono uomini e rifornimenti. Il Secondo Congresso Continentale accorpò questi uomini nel nuovo Esercito continentale. Nonostante l'inizio ufficiale del conflitto, Gage si rifiutò di imporre la legge marziale a Boston e promise di lasciar andare chiunque dalla città se ogni arma in mano a civili fosse stata consegnata.
La battaglia non fu una delle più importanti in termini di tattiche o vittime, tuttavia per la politica strategica britannica la battaglia fu un fallimento, poiché furono trovate poche armi e una missione di semplice prevenzione contribuì allo scoppio di un conflitto su vasta scala.
La battaglia fu seguita da uno scontro tra opinioni politiche in Gran Bretagna. A quattro giorni dalla battaglia, il Congresso Provinciale del Massachusetts aveva raccolto testimonianze dai miliziani e dai prigionieri britannici; quando, una settimana dopo gli scontri, giunsero voci che Gage aveva inviato un rapporto ufficiale degli eventi a Londra, il Congresso Provinciale inviò oltre cento descrizioni dettagliate in Inghilterra, attraverso una veloce imbarcazione e queste deposizioni furono pubblicate sui giornali britannici due settimane prima dell'arrivo del rapporto di Gage. La testimonianza di Gage fu troppo vaga per influenzare l'opinione pubblica. George Germain, oppositore dei coloniali, scrisse: "I bostoniani fanno bene a considerare le truppe del re aggressori ed a reclamare una vittoria." I politici, a Londra, tendettero ad incolpare Gage per il conflitto invece delle loro stesse politiche ed istruzioni. Le truppe britanniche a Boston accusarono ampiamente il generale Gage e il colonnello Smith per il fallimento a Lexington e Concord.
Il giorno dopo la battaglia, John Adams lasciò la sua casa a Braintree per correre sul campo di battaglia. Egli si convinse che il "dado era stato tratto, il Rubicone era stato attraversato". Thomas Paine a Philadelphia aveva precedentemente classificato la discussione tra le colonie e la madrepatria come "una sorta di querela" ma dopo le notizie sulla battaglia, "rigettò per sempre il duro, imbronciato-temperato Faraone d'Inghilterra". George Washington ricevette notizie della battaglia a Mount Vernon e scrisse ad un amico: "Le un tempo felici e pacifiche pianure d'America devono essere intrise di sangue o abitate da schiavi. Triste alternativa! Tuttavia può un uomo virtuoso esitare nella sua scelta?" In giugno un gruppo di cacciatori, lungo la frontiera, chiamò il suo campo base "Lexington", dopo aver saputo della battaglia. Il campo base diverrà poi la città di Lexington, nel Kentucky.